# Carl Schenkel
Carl Schenkel (Berna, Suíça, 8 de maio de 1948 - Los Angeles, Califórnia, EUA, 1 de dezembro de 2003) foi um diretor suíço.
Em 1989, Carl Schenkel assina O Mistério das Caraíbas (The Mighty Quinn) com Denzel Washington no papel do polícia duro negro e Robert Townsend no papel do suspeito negro. Em 1992, assinou Jogada para a Morte (Knight Moves) com Christopher Lambert e Diane Lane. Em 1998, assinou Tarzan e a Cidade Perdida (Tarzan and the Lost City) com Casper Van Dien e Jane March. O seu último trabalho do cineasta foi o filme da televisão Murder on the Orient Express de 2001 com Alfred Molina no papel de Hercule Poirot.